# Estreito de Kalmar

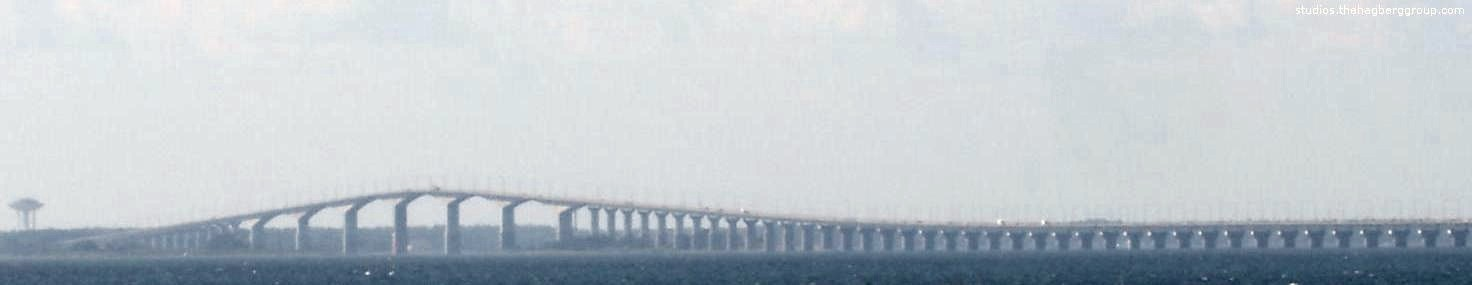
A ponte da Öland sobre o estreito de Kalmar.

O estreito de Kalmar (em sueco: Kalmarsund) é um estreito no mar Báltico, separando a ilha sueca de Öland e a província de Småland na Suécia continental. Tem cerca de 140 km de comprimento, e entre 3 e 23 km de largura.

O estreito é atravessado pela Ponte da Öland, ligando as cidades de Kalmar, na terra firme, e Färjestaden, na ilha de Öland.